# Centertown (Missouri)
Centertown – wieś w Stanach Zjednoczonych, w stanie Missouri, w hrabstwie Cole.